# Theo Gijsen
Theodoor Jan Marie (Theo) Gijsen (Sittard, 13 juli 1914 - Tegelen, 6 april 1997) was een Nederlands burgemeester van de KVP.

## Leven en werk
Gijsen werd in 1914 in Sittard geboren. Op 3 juli 1943 trouwde hij met de uit Geleen afkomstige Maria J.A. Eussen. Hij was achtereenvolgens burgemeester in: Stein, Nieuwenhagen, Horst, Kerkrade en Venlo. In 1997 overleed hij. Zijn zoon John Gijsen is burgemeester van Montfort geweest.